# Stålmannen (kortfilmserie)

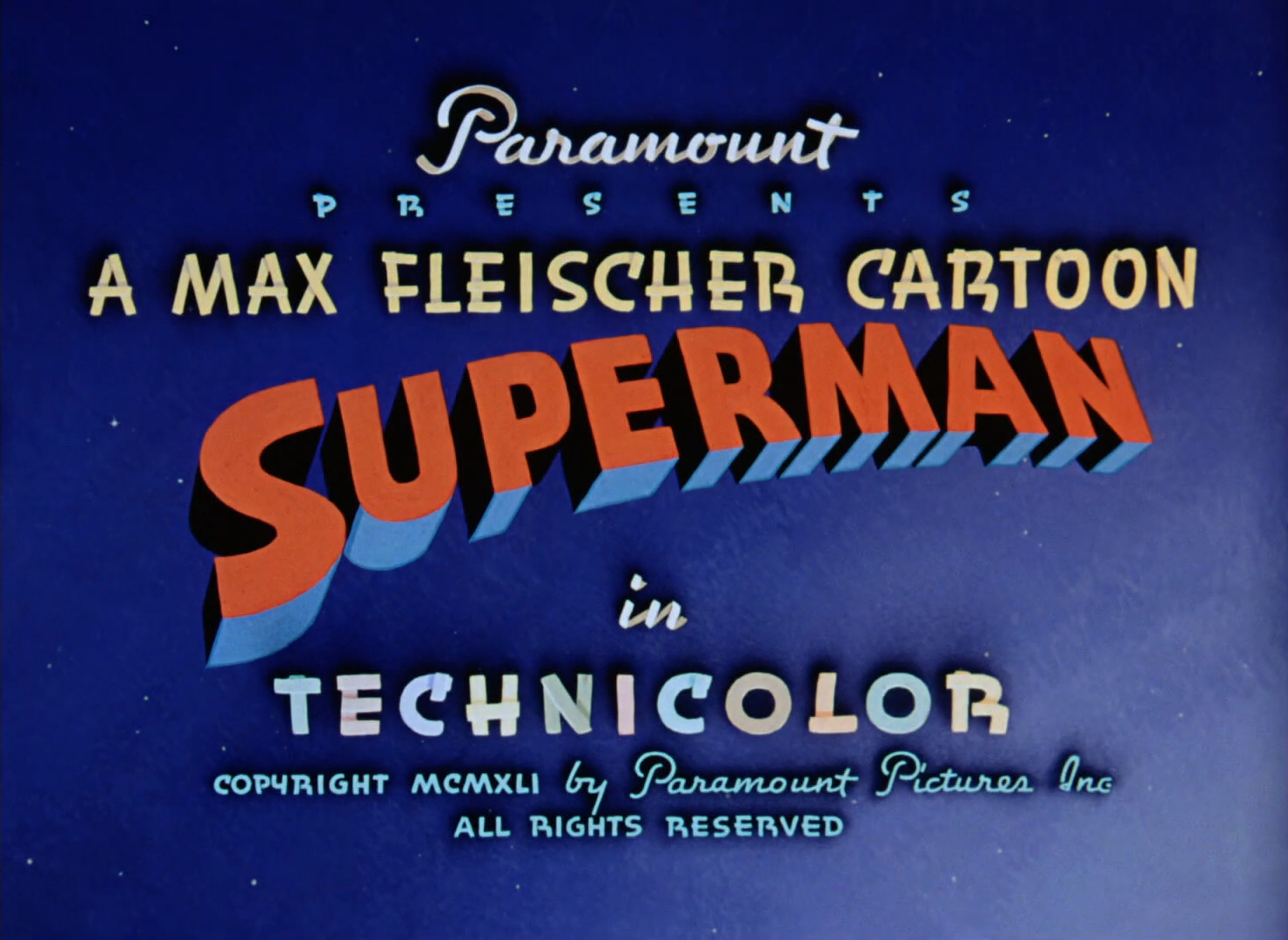
Titeln till den första Stålmannenfilmen som producerades av Fleischer Studios.

Stålmannen är en tecknad kortfilmserie som producerades av animationsstudiorna Fleischer Studios och Famous Studios för Paramount Pictures mellan åren 1941 och 1943. Serien är den första animerade median med DC Comics superhjälte Stålmannen.
Flera av Fleischers filmer visades under jubel på Svenska Seriemuseet på Liseberg i Göteborg 1976-77.

## Upphovsrätt
Filmserien är sedan 1970-talet under public domain eftersom upphovsrätten inte förnyades. Det är fritt att ladda ner och publicera dem på internet. Men sekundära rättigheter såsom merchandisekontraktsrätter ägs idag av Warner Bros. Entertainment, som har ägt rättigheterna till Stålmannen sedan 1969.

## Kortfilmer

### Fleischer Studios
| Titel | Visningsdatum     | Noter     |
| --- | ----------------- | --------- |
| Superman The Mad Scientist | 26 september 1941 | Se filmen |
| Perry White, chefredaktör på Daily Planet, får ett hotfullt brev från en galen vetenskapsman som nämner att han tänker förstöra staden med sin kraftfulla blixtavfyrande maskin vid midnatt som hämnd mot alla som skrattade åt honom. Lois Lane tar sig till gömstället där skurken håller till i ett privatplan och blir kidnappad av honom. Det är sedan upp till Stålmannen att rädda Lois och staden från galningens destruktiva maskin. |                   |           |
| The Mechanical Monsters | 28 november 1941  | Se filmen |
| En brottsling använder fjärrstyrda robotar till att plundra staden på dess värdesaker. En av dessa robotar anländer till ett museum för att stjäla juveler från en utställning, där Lois och Clark befinner sig. Lois klättrar in i roboten, som sedan flyger mot brottslingens tillhåll, medan Clark ringer till kontoret. Stålmannen måste sedan rädda Lois från sin hotande situation.                                                     |                   |           |
| Billion Dollar Limited | 9 januari 1942    | Se filmen |
| En grupp rånare tänker plundra ett tåg som fraktar en guldreserv. Lois, som befinner sig på tåget, kämpar emot. Clark får vetskap om tågrånet och kommer till undsättning som Stålmannen. |                   |           |
| The Arctic Giant | 27 februari 1942  | Se filmen |
| En dinosaurie som bevarats i miljontals år i ett isblock hålls i förvar på ett naturvetenskapligt museum, men väcks till liv när isen oavsiktligt smälts. Det är sedan upp till Stålmannen att stoppa denna skräcködla från att ödelägga staden. |                   |           |
| The Bulleteers | 27 mars 1942      | Se filmen |
| En organisation som kallar sig "The Bulleteers" utlyser ett meddelande om att de tänker spränga stadens kärnkraftverk om inte borgmästaren överlämnar stadens fonder till dem. |                   |           |
| The Magnetic Telescope | 24 april 1942     | Se filmen |
| En professor använder en magnet till att dra ner kometer till jorden för att studera dem. Men när polisen, som anser att hans experiment är alldeles för farligt, försöker stoppa honom går det utom kontroll, vilket resulterar i ett kometregn. |                   |           |
| Electric Earthquake | 15 juni 1942      | Se filmen |
| En indian som hävdar att Manhattan rättmätigt tillhör hans folk vill att Daily Planet skriver en artikel som understryker detta. När han avvisas utlöser han en kraftfull jordbävning mot staden med hjälp av sin maskin. |                   |           |
| Volcano | 17 juli 1942      | Se filmen |
| Lois och Clark reser till en ö för att få fram uppgifter till en artikel om dess aktiva vulkan. Inte långt efter att de har anlänt får vulkanen ett utbrott. |                   |           |
| Terror on the Midway | 26 augusti 1942   | Se filmen |
| En enorm gorilla rymmer från en cirkus och jagar Lois. Det är upp till Stålmannen att rädda henne. |                   |           |

### Famous Studios
| Titel | Visningsdatum     | Noter     |
| --- | ----------------- | --------- |
| Japoteurs | 18 september 1942 | Se filmen |
| En grupp japaner kapar ett amerikanskt bombplan och tänker flyga det till Tokyo. Lois, som befinner sig på planet, blir upptäckt och är på väg att släppas ner genom bombluckan. Stålmannen räddar henne, men måste sedan stoppa planet från att störta mot en stad.                                                                             |                   |           |
| Showdown | 16 oktober 1942   | Se filmen |
| En man begår en serie stölder och lägger skulden på Stålmannen genom att förklä sig som honom. |                   |           |
| Eleventh Hour | 20 november 1942  | Se filmen |
| Medan Lois och Clark är krigsfångar i Japan blir Stålmannen en sabotör. Japanerna tänker sedan avrätta Lois, men hon blir räddad av Stålmannen. |                   |           |
| Destruction, Inc. | 25 december 1942  | Se filmen |
| En drunknad fabriksarbetare hittas av myndigheterna i ett träsk utanför Metropolis som tros vara offer för en organiserad brottsliga. Lois tar sedan jobb på fabriken som en täckmantel och kommer fram till att det var förmannen och två av hans anställda som låg bakom mordet.                                                               |                   |           |
| The Mummy Strikes | 19 februari 1943  | Se filmen |
| En forskare hittas död i ett egyptiskt museum, och hans assistent, Jane Hogan, får skulden för mord då hennes fingeravtryck hittas i en giftfylld spruta vid kroppen. Clark lyckas rentvå Hogan när han hittar en giftig, avfyrande nål vid mumiekistan där liket hittades. Strax därefter väcks fyra av mumierna till liv.                      |                   |           |
| Jungle Drums | 26 mars 1943      | Se filmen |
| Djupt inne i djungeln har infödingarna en fest. Deras ledare är en man i en vit förklädnad, som i hemlighet är en tysk agent, och stammens by är i hemlighet en nazistisk utpost. |                   |           |
| The Underground World | 18 juni 1943      | Se filmen |
| Forskaren doktor Henderson och Lois tar en båt till en grotta, där en man försvann spårlöst 40 tidigare, och gör sig redo att utforska den. Men när de kliver av båten driver den iväg. En säck med dynamit i båten antänds oavsiktligt, och orsakar en explosion som Clark kan höra utanför.                                                    |                   |           |
| Secret Agent | 30 juli 1943      | Se filmen |
| En våldsam biljakt bryter ut, och när gärningsmännens bil krockar stjäl de Clarks, som har ett telefonsamtal. Clark klättrar upp och håller fast sig på bakdelen av sin bil. Det visar sig att männen var ute efter att fånga en ung kvinnlig agent. Clark blir en frivillig gisslan till gangstrarna för att kunna lyssna på deras intentioner. |                   |           |